# 布里斯托 (科羅拉多州)
布里斯托（英語：Bristol）是位於美國科羅拉多州普洛韋斯縣的一個非建制地區。該地的面積和人口皆未知。

## 地理
布里斯托的座標為38°07′20″N 102°18′40″W / 38.12222°N 102.31111°W，而該地的平均海拔高度為1093米（即3586英尺）。